# Bugs Bunny in Crazy Castle 4
Bugs Bunny in Crazy Castle 4 est un jeu vidéo d'action et de réflexion mettant en scène Bugs Bunny, un personnage de dessin animé mascotte de la Warner Bros. Le jeu fut édité par Kemco sur Game Boy Color en 2000.